# Lispe flavinervis
Lispe flavinervis är en tvåvingeart som först beskrevs av Becker 1904.  Lispe flavinervis ingår i släktet Lispe och familjen husflugor. Inga underarter finns listade i Catalogue of Life.